# Secret Story
Secret Story – studyjny album Pata Metheny’ego, nagrany w latach 1991–1992 i wydany w lipcu 1992 r. przez wytwórnię Geffen Records. Album otrzymał w 1993 r. nagrodę Grammy w kategorii Best Contemporary Jazz Album. We wrześniu 2007 r. ukazała się reedycja płyty (wydana przez wytwórnię Nonesuch Records), na której umieszczono 5 bonusowych utworów.

## Lista utworów
1. „Above the Treetops” – 2:43
2. „Facing West” – 6:05
3. „Cathedral in a Suitcase” – 4:52
4. „Finding and Believing” – 10:00
5. „The Longest Summer” – 6:34
6. „Sunlight” – 3:53
7. „Rain River” – 7:09
8. „Always and Forever” – 5:26
9. „See the World” – 4:48
10. „As a Flower Blossoms (I Am Running to You)” – 1:53
11. „Antonia” – 6:11
12. „The Truth Will Always Be” – 9:15
13. „Tell Her You Saw Me” – 5:1
14. „Not to be Forgotten (Our Final Hour)” – 2:22

utwory dodatkowe, umieszczone na wydanej w 2007 r. reedycji Deluxe Edition
1. Back in Time – 5:21
2. Undestanding – 4:05
3. A Change in Circumstance – 2:14
4. Look Ahead – 1:19
5. Et Si C’était La Fin – 3:39

## Wybrany skład
- Pat Metheny – gitary, instrumenty perkusyjne, fortepian, instrumenty klawiszowe, gitara basowa
- Dave Bargeron – puzon
- John Clark – róg
- Steve Ferrone – perkusja
- Andrew Findon – flet
- Danny Gottlieb – instrumenty perkusyjne
- Gil Goldstein – fortepian
- Charlie Haden – gitara basowa
- Anthony Jackson – gitara
- Skaila Kanga – harfa
- Ryan Kisor – trąbka
- Mark Ledford – wokal
- Will Lee – gitara basowa
- Armando Marcal – instrumenty perkusyjny
- Lyle Mays – fortepian
- Sammy Merendino – perkusja
- Mike Metheny – trąbka
- Michael Mossman – trąbka
- Pinpeat Orchestra – wokal
- Steve Rodby – gitary basowe
- Toots Thielemans – harmonijka
- Naná Vasconcelos – wokal, instrumenty perkusyjne
- Paul Wertico – perkusja
- Akiko Yano – wokal

## Miejsca na listachBillboardu
| Rok  | Lista                        | Miejsce |
| ---- | ---------------------------- | ------- |
| 1992 | The Billboard 200            | 110     |
| 1992 | Top Contemporary Jazz Albums | 2       |